# Phaonia pseuderrans
Phaonia pseuderrans är en tvåvingeart som beskrevs av Willi Hennig 1963. Phaonia pseuderrans ingår i släktet Phaonia och familjen husflugor. Inga underarter finns listade i Catalogue of Life.